# Giuseppe Mantica
Giuseppe Mantica (Reggio Calabria, 29 giugno 1865 – Ariccia, 25 giugno 1907) è stato un politico, scrittore e funzionario italiano.

## Biografia
Di famiglia nobile, si diplomò al ginnasio di Reggio Calabria, per poi laurearsi a Roma in Giurisprudenza nel 1887 e in Lettere nel 1888. Divenuto funzionario pubblico, fece carriera nel settore delle Antichità e Belle Arti divenendo il principale collaboratore del direttore generale Giuseppe Fiorelli.
Esordì nell'attività letteraria con traduzioni dal tedesco di opere di Schiller, Hölderlin, von Platen e Heine e con due opere giovanili: il poema ariostesco Scanderbeg, incentrato sulla figura del patriota albanese e ricco di allusioni ironiche alla contemporaneità; e il testo satirico Zoologia letteraria contemporanea (fauna italiana), pubblicato con lo pseudonimo di Professor Vespa, che classificava come animali i più noti giornalisti e letterati dell'epoca.
Continuò poi a scrivere sia poesie che opere di narrativa, dedicandosi anche alla letteratura per l'infanzia. Con gli amici Luigi Pirandello (di cui fu collega all'Istituto superiore femminile di magistero di Roma, nel quale entrambi insegnarono linguistica e stilistica) e Ugo Fleres diede inoltre vita alla rivista settimanale Ariel.
Dedito anche all'attività politica, fu eletto deputato nel 1900 e confermato nel 1904. In quell'anno cominciò ad accusare problemi di salute che ne limitarono l'attività e lo portarono alla morte nel 1907 ad Ariccia, dove si era trasferito. Fu sepolto a Reggio Calabria.

## Opere
- Scanderbeg. Poema profano, Roma, Stab. tip. della Tribuna, 1886. Ristampa anastatica, Collezione La luna d'oro, Lungro, Marco, 1989.
- Zoologia letteraria contemporanea. Fauna italiana compilata dal professor Vespa, Roma, Perino, 1886.
- Fortezza. Novella in versi per le nozze Baccelli-Bracci, Roma, Stabilimento tipografico italiano, 1890.
- Specchio. Versi, Rocca S. Casciano, 1892.
- A me i bimbi. Versi, Roma, E. Voghera, 1893?
- La coda della gatta, Roma, Bontempelli, 1893.
- Rime gaje, Roma, E. Voghera, 1894.
- Il cece. Storiella pei giovanetti, con illustrazioni di C. Sarri, Firenze, R. Bemporad e Figlio, 1898.
- Pater. Melodramma in un atto. Roma Teatro Quirino stagione lirica giugno 1899, Tivoli, Tip. Gerardo Majella, 1899.
- Figurinaio. Novelle illustrate da Ettore Ximenes, Milano, Treves, 1900.
- Di passaggio. Schizzi, Catania, Niccolò Giannotta Tip. Edit., 1903.
- Il quadro nero. Conferenza letta a Firenze, a Salerno, a Prato, Firenze, Tip. della Scena illustrata, 1905.